# 마쓰모토 후미아키

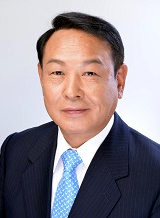
공식 사진 (2017년 촬영)

마쓰모토 후미아키(일본어: 松本文明, 1949년 3월 25일~)는 일본의 정치인이다. 내각부 부대신을 지냈지만 오키나와현에서 일어났던 헬기 추락 사건과 관련된 실언으로 물러나겠다고 밝혔다. 지역구는 도쿄 7구이나 현재는 도쿄권 비례대표로 의원직을 지내고 있다.

## 생애
1949년 3월 25일 히로시마현 세라군에서 태어났다.
2005년 실시된 제44회 중의원 선거에서 도쿄 7구에 출마해 현역인 나가쓰마 아키라를 꺾고 첫 당선되었다. 이후 당 총재 선거에서 이시하라 노부테루를 지지하였다. 2009년 제45회 중의원 선거에서는 나가쓰마 아키라 후보에게 큰 표차로 패해 비례대표로도 부활하지 못했다.
제46회 중의원 선거와 제47회 중의원 선거, 제48회 중의원 선거에서는 도쿄 7구에서 나가츠마 아키라 후보에게 패했으나 비례대표로 부활해 의원직을 맡게 되었다.
2015년에 아베 신조 내각 밑에서 오키나와 및 북방 대책·과학 기술 정책·우주 정책·IT 정책 등을 총괄하는 내각부 부대신으로 임여되었다. 다음 해에는 구마모토 대지진에서 현지 대책 본부장을 맡았으나, 2018년 1월 본회의에서의 부적절한 답변으로 부대신직에서 물러났다.